# Siramori Diabaté
Siramori Diabaté (khoảng 1933 - 1989) là một người Mali Griotte. Tên đầu tiên của bà đôi khi được đặt tên là Sira Mori và Siramory, trong khi họ của bà đôi khi được đánh vần là Jabaté.

## Tiểu sử
Diabaté được sinh ra tại làng Kela, thuộc vùng Koulikoro. Thị trấn nổi tiếng với những người nghiền sinh ra ở đó, và Diabaté xuất thân từ một gia đình đáng chú ý vì tài năng của nó. Ông nội của bà, Kelabalaba, được cho là thành viên đầu tiên trong đại gia đình của anh là người đọc chính thức của Sử thi Sundiata, trong khi cha bà, Bintu'amma, nổi tiếng là một nhạc sĩ, đặc biệt là vì năng lực của anh đối với ngoni. Bản thân Diabaté là một phần của thế hệ trẻ, học hỏi từ cội nguồn nhưng kết hợp các khía cạnh của cuộc sống đô thị hiện đại vào các buổi biểu diễn. Bà bắt đầu phát triển danh tiếng trong khu vực vào đầu những năm 1940, đặc biệt là bài hát "Sara", về một người phụ nữ trẻ bị giằng xé giữa cuộc hôn nhân sắp đặt mà cha mẹ bà mong muốn và mong muốn kết hôn vì tình yêu. Bà cũng đọc Sử thi Sundiata; những màn trình diễn của bà về bài hát này và các bài hát khác đã dẫn đến sự quan tâm từ các nhà nghiên cứu dân tộc học của Pháp, và các bản thu của họ đã tăng sự nổi tiếng của bà hơn nữa, đến mức bà được biết đến nhiều hơn so với hầu hết các nghệ sĩ nam. Chính phủ Malian xã hội chủ nghĩa đã giới thiệu bà như một hình tượng của niềm tự hào văn hóa, và thường xuyên chơi nhạc của bà trên đài phát thanh nhà nước. Bà tiếp tục được các nhà nhân chủng học và sử học ghé thăm vào những năm 1970. Diabaté có ảnh hưởng rất lớn đến thế hệ nhạc sĩ Malian tiếp theo, như Salif Keita và Rokia Traoré, và bà cũng làm việc với các học giả phương Tây như Barbara Hoffman. bà từng được mô tả là "biết tất cả Mandé".
Người ta thường đồn rằng Diabaté đã sử dụng các phương tiện siêu nhiên để ảnh hưởng đến chất lượng giọng nói của bà. Trong khi hát, đôi khi bà ấy đi cùng mình trên cây đàn guitar. Tương đối ít màn trình diễn của bà sống sót trên đĩa, mặc dù một số ít được ghi lại vào năm 1974 và những người khác vài tháng trước khi bà qua đời. Đây vẫn có sẵn trên đĩa compact. bà đã kết hôn với người chơi balafon Nankoman Kouyaté; một vài đứa con của họ cũng đã trở thành nhạc sĩ, và cháu trai của bà Kassé Mady Diabaté là một ca sĩ. nghiên cứu âm nhạc Jan Jansen, người đã làm việc với Diabaté trên nghiên cứu, tuyên bố rằng ông đã lấy Jamu mình, hoặc gán thuộc về họ trong gia đình, Sidiki Kouyate, từ tên của chồng, do sự gần gũi của hiệp hội của họ.